# Alaskacephale
Alaskacephale – rodzaj wymarłego dinozaura, marginocefala z rodziny pachycefalozaurów.
Zwierzę zamieszkiwało północne stoki Alaski. Jako lokalizację typową wskazano North Slope Borrough. Żyło w kredzie późnej, w późnym kampanie. Jego skamieniałości (holotyp obejmuje niekompletną lewą kość łuskową) znaleziono w skałach formacji Prince Creek należącej do grupy Colville. Znalezisko opisał w 2005 Roland Gangloff ze współpracownikami, w tytule swej pracy zaznaczając, że chodzi o pierwszego pachycefalozauryna z arktycznej Alaski. Z opisu wynikało, że zwierzę posiada cechy niespotykane u dotychczas znanych nauce pachycefalozaurów.
Biorąc pod uwagę ubóstwo holotypu, cechy diagnostyczne rodzaju i gatunku z konieczności muszą dotyczyć kości łuskowej. Nosiła ona dwa rzędy guzków kostnych, zbiegające się ku płaszczyźnie pośrodkowej i rozbiegające się w przeciwnym kierunku. Podstawy rzeczonych guzków były wyraźnie wielokątne, miały też one wydatne wierzchołki.
Nazwa rodzajowa odnosi się do miejsca znalezienia szczątków typowego okazu, Alaski. Drugi człon nazwy rodzajowej, cephale, został użyty przez Sullivana jako przyrostek często wykorzystywany w nazwach pachycefalozaurów. Pochodzi on od greckiego słowa cephalo oznaczającego głowę. W rodzaju wyróżnia się pojedynczy gatunek Alaskacephale gangloffi. Upamiętnia on Rolanda Gangloffa, który jako pierwszy opisał holotypowe znalezisko, Sullivan wskazuje również na jego zasługi dla powiększenia wiedzy o dinozaurach arktycznej części kontynentu północnoamerykańskiego.
Rodzaj zalicza się do rodziny pachycefalozaurów. Już odkrywca pierwszego znaleziska postulował zaliczenie go do niższego taksonu w obrębie tej rodziny, kreator rodzaju odstąpił od tego. Natomiast w nowszych pracach rodzaj zostaje zaliczony do Pachycephalosaurini. Co więcej, Evans i inni w 2015 wręcz definiują plemię Pachycephalosaurini jako klad obejmujący wszystkich potomków ostatniego wspólnego przodka pachycefalozaura i Alaskacephale.

## Historia
Kości nieznanego wcześniej dinozaura odkryto ma północnych stokach gór Alaski, w okolicy North Slope Borrough, którą później podano jako lokalizację typową. Znalezisko opisał w 2005 Roland Gangloff ze współpracownikami, w tytule swej pracy zaznaczając, że chodzi o pierwszego pachycefalozauryna z arktycznej Alaski. Holotyp oznakowano UAMAK-493-V-001. Badacz nie zapewnił jednak formalnego opisu nowego taksonu, który pojawił się rok później w przeglądzie pachycefalozaurów autorstwa RM Sullivana.

## Budowa
Alaskacephale odróżniał się od swych krewnych podwójnym rzędem guzków na kości łuskowej. Guzki te, o dobrze wyrażonej wielokątnego kształtu podstawie i wydatnym szczycie, zbiegały się ku linii płaszczyźnie pośrodkowej. Cechy te Sullivan uznał za diagnostyczne dla nowego rodzaju Pachycephalosauria. Kość kwadratowa zdaje się być połączona z łuskową szwem. Gangloffa i inni porównywali ją do homologu u pachycefalozaura. Sullivan natomiast zwraca uwagę na różnice ze stanem spotykanym u wszystkich innych Pachycephalosauridae, u których ma ona trójkątny przód i leży w kierunku tylno-grzbietowym do kości łuskowej. Zauważa dalej, że jej przedni koniec otaczają dwa wyrostki kości łuskowej, przednio-brzuszny i tylno-brzuszny. Nie ma tam śladu palcowatych wcięć u żadnego Pachycephalosauridae, a całość leży za bardzo z przodu. Sullivan wnioskuje z tego, że nie jest to prawidłowe połączenie kości, neguje zatem pogląd o szwie zarówno u pachycefalozaura, jak i u Alaskacephale. Badacz widzi tam raczej pozostałość po złamaniu bocznej części kości kwadratowej poniżej połączenia z kością łuskowej. Przestrzega zarazem przez uznawaniem takiej cechy za diagnostyczną.

## Systematyka
Nazwa rodzajowa odnosi się do miejsca znalezienia szczątków typowego okazu, a więc stanu Alaski. Drugi człon nazwy rodzajowej, cephale, został użyty przez Sullivana jako przyrostek często wykorzystywany w nazwach pachycefalozaurów. Istotnie występuje na przykład w nazwach Amtocephale, Goyocephale, homalocefal czy Tylocephale. Pochodzi on od greckiego słowa cephalo oznaczającego głowę. W rodzaju wyróżnia się pojedynczy gatunek Alaskacephale gangloffi. Upamiętnia on Rolanda Gangloffa, który jako pierwszy opisał holotypowe znalezisko, Sullivan wskazuje również na jego zasługi dla powiększenia wiedzy o dinozaurach arktycznej części kontynentu północnoamerykańskiego.
Zwierzę zalicza się do pachycefalozaurów, grupy dinozaurów zdefiniowanych przez Maryańską i Osmólską w 1974, które zaproponowały dla nich definicję identyczną, jak dla rodziny Pachycephalisauridae. Obecnie definiowanie takie uważa się za redundatne. Jednak kolejne znaleziska bardziej bazalnych dinozaurów grubogłowych pozwoliły na zachowanie obu nazw. W końcu same Maryańska i Osmósla wraz z Perlem opisali gojocefala, który zalicza się do Pachycephalosauria, ale nie do Pachycephalosauridae. Późniejsi autorzy umieszczali go jednak wśród Pachycephalosauridae, wskazując na konieczność rewizji systematyki. Pogląd taki utrzymuje także RM Sullivan, autor przeglądu Pachycephalosauridae z 2006, w którym opisuje nowy rodzaj Alaskacephale, zaliczając go do rodziny pachycefalozaurów.
W przeciwieństwie do pierwszego opisu znaleziska Sullivan nie zaklasyfikował Alaskacephale do żadnego mniejszego taksonu w obrębie Pachycephalosauridae, mimo że sam 3 lata wcześniej taki takson kreował. Mianowicie w 2003 przy okazji rewizji stegocerasa zaproponował utworzenie taksonu Pachycephalosaurini łączącego pachycefalozaura i stygimolocha. Takson ten zalicza się podrodziny Pachycephalosaurinae. W nim właśnie umieszczali Alaskacephale Gangloff i inni. Jeszcze dalej posuwają się Evans i inni (2015). Proponują inną definicję Pachycephalosaurini. W ich ujęciu plemię to zawierać ma wszystkich potomków ostatniego wspólnego przodka pachycefalozaura i Alaskacephale.
Autorzy opisu Texacephale uwzględnili Alaskacephale na opracowanym przeze siebie kladogramie:
|  | Stegoceras                  |
|  |                             |
|  | Colepiocephale, Gravitholus |
|  |                             |

|  | Alaskacephale         |
|  |                       |
|  | Pachycephalosaurus    |
|  |                       |
|  | Dracorex, Stygimoloch |
|  |                       |

|  | Tylocephale                               |
|  |                                           |
|  | Prenocephale                              |
|  |                                           |
|  | Goyocephale, Homalocephale, Wannanosaurus |
|  |                                           |

|  | Alaskacephale         |
|  |                       |
|  | Pachycephalosaurus    |
|  |                       |
|  | Dracorex, Stygimoloch |
|  |                       |

|  | Tylocephale                               |
|  |                                           |
|  | Prenocephale                              |
|  |                                           |
|  | Goyocephale, Homalocephale, Wannanosaurus |
|  |                                           |

|  | Alaskacephale         |
|  |                       |
|  | Pachycephalosaurus    |
|  |                       |
|  | Dracorex, Stygimoloch |
|  |                       |

|  | Tylocephale                               |
|  |                                           |
|  | Prenocephale                              |
|  |                                           |
|  | Goyocephale, Homalocephale, Wannanosaurus |
|  |                                           |

|  | Alaskacephale         |
|  |                       |
|  | Pachycephalosaurus    |
|  |                       |
|  | Dracorex, Stygimoloch |
|  |                       |

|  | Tylocephale                               |
|  |                                           |
|  | Prenocephale                              |
|  |                                           |
|  | Goyocephale, Homalocephale, Wannanosaurus |
|  |                                           |

|  | Stegoceras                  |
|  |                             |
|  | Colepiocephale, Gravitholus |
|  |                             |

|  | Alaskacephale         |
|  |                       |
|  | Pachycephalosaurus    |
|  |                       |
|  | Dracorex, Stygimoloch |
|  |                       |

|  | Tylocephale                               |
|  |                                           |
|  | Prenocephale                              |
|  |                                           |
|  | Goyocephale, Homalocephale, Wannanosaurus |
|  |                                           |

|  | Alaskacephale         |
|  |                       |
|  | Pachycephalosaurus    |
|  |                       |
|  | Dracorex, Stygimoloch |
|  |                       |

|  | Tylocephale                               |
|  |                                           |
|  | Prenocephale                              |
|  |                                           |
|  | Goyocephale, Homalocephale, Wannanosaurus |
|  |                                           |

|  | Alaskacephale         |
|  |                       |
|  | Pachycephalosaurus    |
|  |                       |
|  | Dracorex, Stygimoloch |
|  |                       |

|  | Tylocephale                               |
|  |                                           |
|  | Prenocephale                              |
|  |                                           |
|  | Goyocephale, Homalocephale, Wannanosaurus |
|  |                                           |

|  | Alaskacephale         |
|  |                       |
|  | Pachycephalosaurus    |
|  |                       |
|  | Dracorex, Stygimoloch |
|  |                       |

|  | Tylocephale                               |
|  |                                           |
|  | Prenocephale                              |
|  |                                           |
|  | Goyocephale, Homalocephale, Wannanosaurus |
|  |                                           |

## Rozmieszczenie geograficzne i paleoekologia

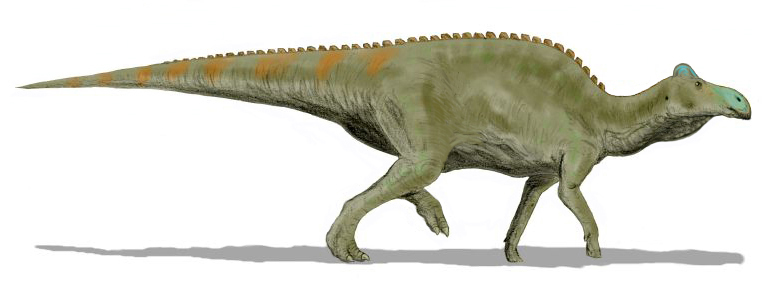
W późnej kredzie tereny dzisiejszej Alaski przemierzały edmontozaury

Zwierzę zamieszkiwało północne stoki Alaski. Jako lokalizację typową wskazano North Slope Borrough. Żyło w kredzie późnej, w późnym kampanie (wczesny edmonton). Jego skamieniałości znaleziono w skałach formacji Prince Creek należącej do grupy Colville.
Do znalezisk formacji Prince Creek zaliczają się również:
- ceratops pachyrinozaur nieokreślonego gatunku[9]
- ornitopody edmontozaur i przedstawiciel dawnych hipsylofodontów, być może parksozaur P. warreni[9]
- nieptasie teropody: dromeozaury Dromaeosaurus albertensis i Saurornitholestes langstoni, troodon Troodon formosus, Nanuqsaurus hoglundi, (wcześniej identyfikowany jako albertozaur)[10], członek ornitomimów[9] (inna praca powątpiewa w tak dokładne przypisanie znalezisk do gatunków, mówiąc o przedstawicielach wyższych taksonów[11]).